# Вольф, Бернхард
Бернхард Вольф (фр. Bernhard Wolff; 3 марта 1811, Берлин — 11 мая 1879, там же) — немецкий банкир и журналист, основатель информационного агентства «Телеграфное бюро Вольфа».

## Биография
Работал редактором в газете «Vossische Zeitung», затем в течение 1848 года вместе с Полом Джулиусом Ройтером работал у Шарля-Луи Гаваса в его агентстве, а после открыл собственную газету «National Zeitung», где занял должность исполнительного директора и организовал при ней телеграфное бюро.
Похоронен на Еврейском кладбище на Шёнхаузер-аллее.